# Nuno Pinheiro
Nuno Miguel Pinheiro Araújo (Espinho, 31 dicembre 1984) è un pallavolista portoghese.
Gioca nel ruolo di palleggiatore nel Paris Volley.

## Carriera
Cresciuto nelle giovanili dello Sporting Clube de Espinho, Nuno Pinheiro inizia la sua carriera ad alti livelli nel campionato portoghese con la maglia del Vitória Sport Clube, ottenendo anche le prime convocazioni nella sua nazionale. Dopo una stagione nel massimo campionato italiano con la Prisma Volley di Taranto, conclusa con la retrocessione in Serie A2, si trasferisce in Belgio, disputando quattro annate con il Maaseik: qui ottiene i suoi primi successi, conquistando lo scudetto in due occasioni e vincendo tre coppe nazionali e tre Supercoppe.
Terminata l'esperienza a Maaseik approda nella Ligue A francese, prima nel Beauvais Oise Université Club e poi allo Stade Poitevin, dove si laurea campione di Francia al primo anno e vince la Coppa di Francia al secondo. Passa poi al Tours Volley-Ball, dove resta per tre annate, arricchendo il proprio palmarès con altri tre titoli francesi, tre coppe nazionali e due Supercoppe.
Nella stagione 2015-16 si accasa al Maaseik nella Liga A belga, mentre nella stagione successiva è nuovamente nella Ligue A, questa volta con il Paris Volley.

## Palmarès

### Club
- Campionato belga: 2

2007-08, 2008-09
- Campionato francese: 4

2010-11, 2012-13, 2013-14, 2014-15
- Coppa del Belgio: 3

2006-07, 2007-08, 2008-09
- Coppa di Francia: 4

2011-12, 2012-13, 2013-14, 2014-15
- Supercoppa belga: 3

2006, 2008, 2009
- Supercoppa francese: 2

2012, 2014